# Paralimnophila terminalis
Paralimnophila terminalis là một loài ruồi trong họ Limoniidae. Chúng phân bố ở miền Australasia.